# Campeonato Mundial de Escalada de 2025
El XIX Campeonato Mundial de Escalada se celebrará del 21 al 28 de septiembre de 2025 en Seúl (Corea del Sur) bajo la organización de la Federación Internacional de Escalada Deportiva (IFSC) y la Federación Surcoreana de Deportes de Escalada.